# Ogun (fiume)
Il fiume Ogun è un fiume navigabile in Nigeria che scarica nella laguna di Lagos.

## Percorso e utilizzo
Il fiume nasce nello stato di Oyo vicino Shaki alle coordinate 8°41′00″N 3°28′00″E e scorre attraverso lo stato di Ogun fino allo stato di Lagos. Il fiume è attraversato dalla diga di Ikere Gorge che si trova nella zona di Iseyin dello stato di Oyo.
La capacità del fiume è 690 milioni di metri cubi.
Il fiume confina con l'Old Oyo National Park, offrendo strutture ricreative per i turisti e il fiume scorre attraverso il parco. Il fiume Ofiki, che sorge anche vicino a Shaki, è il principale affluente del fiume Ogun. Il fiume Oyan, un altro affluente, è attraversato dalla diga del fiume Oyan che fornisce acqua ad Abeokuta e Lagos. Nelle aree densamente popolate il fiume è usato per fare il bagno, lavarsi e bere. Serve anche come drenaggio di rifiuti prevalentemente organici da macelli situati lungo il corso del fiume.

## Storia
Nella religione yoruba, Yemoja è la divinità del fiume Ogun. Il catechista Charles Phillips, padre del Charles Phillips, che in seguito divenne vescovo di Ondo, scrisse nel 1857 che il fiume Ogun era generalmente venerato dalle persone che vivono lungo le sue sponde, dalla sua sorgente fino a dove sfocia nella laguna.
Il fiume scorreva nel cuore del vecchio impero di Oyo. Il territorio di Oyo era diviso in sei province con tre sul lato ovest del fiume Ogun e tre a est. Un tempo, il fiume costituiva un'importante rotta per i commercianti che trasportavano merci in canoa tra Abeokuta e la colonia di Lagos.